# Françoise Vergès
Françoise Vergès (París, 23 de enero de 1952) es una politóloga francesa antirracista y feminista. 
El poder te golpea en la cabeza y te da un poco de dinero, pero al mismo tiempo es consciente de que no puede sofocar el deseo de liberación, el deseo de libertad.
Es consultora del Center for Cultural Studies, Goldsmiths College, University of London; directora del programa científico y cultural del proyecto de Maison des civilisations et de l’unité réunionnaise, y presidenta del Comité pour la Mémoire et l’Histoire de l’Esclavage. Entre sus publicaciones recientes se hallan Fractures postcoloniales (París, La Découverte, 2010); La Mémoire enchaînée. Questions sur l’esclavage (París, Albin Michel, 2006), y Nègre, je suis, Nègre je resterai. Entretiens avec Aimé Césaire (París, Albin Michel, 2005). Un feminismo decolonial (2020).